# Список мемориальных досок Зеленоградского административного округа
Список мемориальных досок Зеленоградского административного округа — перечень памятных досок, установленных в Зеленоградского административном округе города Москвы.
Мемориальные доски наряду с памятниками архитектуры и скульптурными памятниками являются частью исторического и культурного наследия города, наиболее массовой формой увековечивания исторической памяти художественными средствами. До революции 1917 года в Москве насчитывалось не более 20 памятных досок. За прошедшие десятилетия их количество увеличилось в сотни раз. Особенно стремительный рост начался с 1950-х годов. Всего на начало 2020 года в Москве установлено около 1600—1800 памятных досок, 11 из которых — в Зеленоградском административном округе. 

## Легенда
- Посвящена — имя, годы жизни и род деятельности того, в память о ком установлена доска.
- Адрес — адрес здания, на котором установлена доска.
- Надпись — текст надписи на доске (орфография и пунктуация сохранены).
- Описание — цвет, материал и описание элементов доски.
- Авторы — имена авторов доски; если авторы не указаны в источниках, то в ячейке стоит знак «—».
- Год — год установки доски; если год не указан в источниках, то в ячейке стоит знак «—».
- Пр. — ссылки на источники и на элемент доски в «Викиданных» (в виде значка «»).

Список отсортирован в алфавитном порядке по адресу. Сортировка может проводиться по столбцам «Посвящена», «Адрес» и «Год». 

## Список
| Посвящена                                           | Адрес                                    | Надпись | Описание                                                                            | Авторы           | Год  | Пр.           |
| --------------------------------------------------- | ---------------------------------------- | --- | ----------------------------------------------------------------------------------- | ---------------- | ---- | ------------- |
| Иванову Н. Д. (1920—1995) Герой Советского Союза    | Крюково 14-й микрорайон, корпус 1454     | В этом доме жил с 1993 г. по 1995 г. Герой Советского Союза подполковник Иванов Николай Дмитриевич | Доска из чёрного гранита с изображением пятиконечной звезды и лавровых ветвей       | —                | 2002 | [ 8 ] [ 9 ]   |
| Бадигину М. П. (1923—2000) Военнослужащий           | Крюково 16-й микрорайон, корпус 1606     | В этом доме жил с 1993 г. по 2000 г. полный кавалер 3-х орденов Славы, старший сержант Бадигин Михаил Петрович | Доска из гранита с изображением лавровых ветвей                                     | —                | 2002 | [ 8 ] [ 9 ]   |
| Сидаренко Л. Н. (1925—2006) Учёный                  | Крюково 18-й микрорайон, корпус 1818     | В этом доме с 1997 по 2006 г. жила Лена Николаевна Сидаренко, профессор, доктор медицинских наук, заслуженный деятель науки, первая в мире женщина, оперировавшая на открытом сердце. Была учителем и примером для тысяч учеников | Доска из гранита с выгравированным портретом                                        | —                | 2007 | [ 8 ] [ 10 ]  |
| Памяти павших в Великой Отечественной войне         | Крюково Вторая Пятилетка, 18а            | 1941―1945 Вечно живые. Аристархов Н. Ильин П. Кирильченко В. Королев Б. Лисицкий В. Мохов Н. Пронин С. Смоляков Н. Староверов В.                                                                                                  | Доска из мрамора с изображением золотой звезды на лавровой ветви                    | —                | —    | [ 8 ] [ 10 ]  |
| Гуськову Г. Я. (1918—2002) Учёный                   | Матушкино Улица Конструктора Гуськова, 1 | Генеральный конструктор космических систем Геннадий Яковлевич Гуськов бессменно руководил НИИ микроприборов с 1967 по 2001 год | Доска из чёрного гранита с бронзовым барельефным портретом                          | ск. Ф. М. Согоян | 2005 | [ 11 ] [ 10 ] |
| Полагушину Н. И. (1923—1999) Герой Советского Союза | Савёлки 3-й микрорайон, корпус 306       | В этом доме жил с 1978 г. по 1999 г. Герой Советского Союза, полковник Полагушин Николай Иванович | Доска из чёрного гранита с изображением пятиконечной звезды и лавровых ветвей       | —                | 2002 | [ 11 ] [ 10 ] |
| Елагину А. Н. (1922—1992) Герой Советского Союза    | Савёлки 5-й микрорайон, корпус 504       | В этом доме жил с 1969 г. по 1992 г. Герой Советского Союза, капитан Елагин Александр Николаевич | Доска из чёрного гранита с изображением пятиконечной звезды и лавровых ветвей       | —                | 2002 | [ 11 ] [ 9 ]  |
| Костину А. С. (1911—1982) Герой Советского Союза    | Савёлки 6-й микрорайон, корпус 618       | В этом доме жил с 1968 г. по 1982 г. Герой Советского Союза, подполковник Костин Алексей Сергеевич | Доска из чёрного гранита с изображением пятиконечной звезды и лавровых ветвей       | —                | 2002 | [ 11 ] [ 9 ]  |
| Малышеву В. А. (1923—1993) Герой Советского Союза   | Силино 11-й микрорайон, корпус 1103      | В этом доме жил с 1986 г. по 1993 г. Герой Советского Союза, полковник Малышев Виктор Александрович | Доска из чёрного гранита с изображением пятиконечной звезды и лавровых ветвей       | —                | 2002 | [ 12 ] [ 9 ]  |
| Горшкову С. И. (1962—1998) Милиционер               | Силино Улица Панфилова, 28               | Горшков Сергей Игоревич 20.I.1962―1998.17.V ст. оперуполномоченный ОУР, майор милиции, погиб при исполнении служебного долга | Доска из чёрного гранита с выгравированным портретом и изображением ордена Мужества | —                | 2002 | [ 12 ]        |
| Преснухину Л. Н. (1918—2007) Учёный                 | Старое Крюково Площадь Шокина, 1         | Преснухин Леонид Николаевич. 1918―2007. Ректор МИЭТ 1966―1988, член-корреспондент Российской академии наук, доктор технических наук, профессор, лауреат Государственной премии СССР, Заслуженный деятель науки и техники РСФСР    | Доска из бронзы с барельефным портретом                                             | ск. Р. О. Фашаян | 2008 | [ 12 ] [ 10 ] |